# María Rosa Lojo
María Rosa Lojo (Buenos Aires, 1954) es una reconocida escritora e investigadora argentina.

## Carrera
Nacida en la Ciudad Autónoma de Buenos Aires, es hija de españoles. Su padre, un republicano de Galicia, se exilió en la Argentina luego de la Guerra civil española. Vive desde los cinco años en Castelar, Partido de Morón, provincia de Buenos Aires.
Se doctoró en Filosofía y Letras (con orientación en Letras) por la Universidad de Buenos Aires. Llegó a la categoría de Investigadora principal del CONICET, con sede en el Instituto de Literatura Argentina "Ricardo Rojas" de la UBA, que la homenajeó en 2024 por su trayectoria como investigadora y como creadora.
Durante su carrera, asumió la dirección de proyectos de investigación nacionales e internacionales. Actualmente es directora académica del Centro de Ediciones y Estudios Críticos de Literatura Argentina (CECLA ), en la Facultad de Filosofía, Historia, Letras y Estudios Orientales de la Universidad del Salvador. En 2024 fue designada profesora emérita de esta casa de estudios.
Es directora general de la Colección EALA (Ediciones Académicas de Literatura Argentina, siglos XIX y XX), de la Editorial Corregidor, y de la Colección «La vida en las Pampas» (tesis y ensayos sobre literatura argentina) de la misma editorial.
Contribuye con notas y textos de ficción en revistas y suplementos de los principales diarios argentinos: en La Nación, en Revista Ñ del diario Clarín y Radar Libros de Página/12, entre otros.
Participa como escritora y académica invitada en ferias del libro y congresos internacionales. Se desempeña como jurado en concursos literarios nacionales e internacionales.  En 2024 fue integrante del Gran Jurado que otorgó los Premios Kónex en Letras.

## Obra de ficción
Su obra fue incluida en numerosas antologías, y traducida parcialmente al inglés, italiano, francés, gallego, portugués, chino y búlgaro. La novela Finisterre se tradujo, entre otras lenguas, al tailandés 

### Novela
- Canción perdida en Buenos Aires al Oeste, Editorial Torres Agüero, Buenos Aires, 1987.
- La pasión de los nómades, Editorial Atlántida, Colección Voces del Plata, Buenos Aires, 1994.
- La princesa federal, Editorial Planeta, Buenos Aires, 1998.
- Una mujer de fin de siglo, Editorial Planeta, Buenos Aires, 1999.
- Las libres del Sur, Editorial Sudamericana, Buenos Aires, 2004.
- Finisterre, Editorial Sudamericana, Buenos Aires, 2005
- Árbol de familia, Editorial Sudamericana, Buenos Aires, 2010.
- Todos éramos hijos, Editorial Sudamericana, Buenos Aires, 2014.
- Solo queda saltar, Santillana. Buenos Aires, 2018.
- Lo que hicieron ahí. Ediciones Corregidor, Buenos Aires, 2023. Nació como un  un libro de cuentos encadenados, que se leen como una novela.[9] [10]

### Cuento
- Marginales, Editorial Epsilon editora SRL, Buenos Aires, 1986.
- Historias ocultas en la Recoleta, Alfaguara, Buenos Aires, 2000. Con Roberto Elissalde (investigación histórica).
- Amores insólitos de nuestra Historia, Alfaguara, Buenos Aires, 2001.
- Cuerpos resplandecientes. Santos populares argentinos, Editorial Sudamericana, Buenos Aires, 2007.
- Así los trata la muerte. Voces desde el cementerio de la Recoleta, Alfaguara, Buenos Aires, 2021.

### Poesía y microficción lírica
- Visiones, Editor Exposición Feria Internacional El libro – Del Autor al Lector, Argentina, 1984.
- Forma oculta del mundo, Ediciones Último Reino, Buenos Aires, 1991.
- Esperan la mañana verde, Editorial El Francotirador Ediciones, Buenos Aires, 1998.
- Bosque de ojos. Microficción y poemas en prosa, Editorial Sudamericana, Buenos Aires, 2011.
- O Libro das Seniguais e do único Senigual, Editorial Galaxia, Vigo, 2010. Textos de María Rosa Lojo e imágenes de Leonor Beuter.
- El libro de las Siniguales y del único Sinigual, Editorial Mar Maior, Buenos Aires, 2016.Textos de María Rosa Lojo e imágenes de Leonor Beuter.
- Los brotes de esta tierra, Ediciones en Danza, Buenos Aires, 2022.
- Historias del Cielo/ Heaven Stories, Traducción de Brett Alan Sanders, Nueva York Poetry Press, Nueva York, 2022.

## Publicaciones académicas

### Libros de ensayo e investigación
- La ‘barbarie’ en la narrativa argentina (siglo XIX), Ediciones Corregidor, Buenos Aires, 1994.
- Sabato: en busca del original perdido, Ediciones Corregidor, Buenos Aires, 1997.
- Cuentistas argentinos de fin de siglo. Estudio Preliminar, Vinciguerra, Buenos Aires, 1997.
- El símbolo: poéticas, teorías, metatextos, Universidad Nacional Autónoma de México, México, 1997.
- Los ‘gallegos’ en el imaginario argentino. Literatura, sainete, prensa, María Rosa Lojo (dir), con Mariana Guidotti y Ruy Farías. Fundación Pedro Barrié de la Maza, La Coruña, España, 2008.
- Identidad y narración en carne viva. Cuerpo, género y espacio en la novela argentina (1980-2010), María Rosa Lojo y Michele Soriano dirs., María Rosa Lojo y María Laura Pérez Gras eds. Ediciones Universidad del Salvador. Convenio entre Universidad del Salvador y Universidad de Toulouse II – Le Mirail, Buenos Aires, 2010.
- Leopoldo Marechal y el canon del siglo XXI, María Rosa Lojo ed. y Enzo Cárcano coed. Pamplona, EUNSA, 2017.
- Unha galega filla en Buenos Aires, A Coruña, Real Academia Gallega, 2022. 9-53.

### Ediciones críticas
- Lucía Miranda (1860), de Eduarda Mansilla. Edición crítica, introducción y notas de María Rosa Lojo y equipo. Madrid/Fráncfort del Meno: Iberoamericana/Vervuert, Colección Teci, 2007.
- Sobre héroes y tumbas, de Ernesto Sabato. María Rosa Lojo coordinadora. Estudio filológico-genético y Nota filológica preliminar de Norma Carricaburo. Poitiers/ Córdoba; CRLA/Archivos de la UNESCO-Alción, 2008.
- Diario de viaje a Oriente (1850-51) y otras crónicas del viaje oriental de Lucio V. Mansilla. Edición crítica, introducción y notas de María Rosa Lojo (dirección) y equipo. Buenos Aires: Corregidor, colección EALA, XIX y XX, 2012.